# فهرست بین‌المللی منابع موسیقی
فهرست بین‌المللی منابع موسیقی (فرانسوی: Répertoire International des Sources Musicales‎؛ ‏ آلمانی: Internationales Quellenlexikon der Musik) یک سازمان بین‌المللی غیرانتفاعی است که در سال ۱۹۵۲ در پاریس تأسیس شد و هدف آن مستندسازی جامع منابع تاریخی موجود موسیقی در سراسر جهان است. این سازمان، بزرگ‌ترین سازمان در نوع خود و تنها نهادی است که در سطح جهانی برای مستندسازی منابع مکتوب موسیقی فعالیت می‌کند. پایگاه مرکزی دیجیتال این سازمان در فرانکفورت واقع شده‌است.
مشارکت کنندگان و کارگروه‌های نیز از ایران، افغانستان و تاجیکستان در این پروژه فعالیت می‌کنند.